# 魁!!男塾 (PlayStation 2)
『魁!!男塾』（さきがけ おとこじゅく）は、2005年11月10日にディースリー・パブリッシャーから発売されたPlayStation 2用ゲームソフト。ジャンルは格闘アクションゲーム。
2006年11月9日には廉価版がSIMPLE2000シリーズ UltimateのVol.34として発売された。

## 解説
宮下あきらの漫画『魁!!男塾』を原作とした対戦型格闘ゲーム。続編にあたる『曉!!男塾 青年よ、大死を抱け』から主人公・剣獅子丸が登場している。キャラクターボイスはアニメ版と同じキャストを採用。また、本作で新たに声優が当てられたキャラクターも多い。
ゲームは3vs3であり、仕掛けある闘場で闘う。チーム構成で人数差がついても、キャラクターに補正がかかり、不利になることはない。一部のステージでは画面両端が崖になっており、相手の攻撃で吹っ飛ぶと崖につかまり復帰できるが、一部の攻撃で大きく吹っ飛ばされると場外になる。

## 基本操作とシステム
十字キー（左スティック）と弱攻撃（□）・強攻撃（△）・魂ゲージ溜め（○）・つかみ攻撃（×）で構成されている。
体力ゲージのほかに魂ゲージ（最高5本）が存在し、必殺奥義や仲間の交代に使用する。
相手にダメージを与えたり、ダメージを受けると上昇する。

### その他の操作
キャラクターの交代
L1ボタンorL2ボタン。魂ゲージを1本消費する。
必殺奥義
R1ボタンを1回。魂ゲージを1本消費する。
超必殺奥義
R1ボタンを2回。魂ゲージを2本消費する。
前方ダッシュ / バックステップ
方向キーをその方向に素早く二回押す
かわし
相手の攻撃に合わせて×ボタン＋□ボタン。
大ジャンプ
方向キー↓↑。一瞬しゃがんでから、大ジャンプする。
ダウン回避
相手に吹き飛ばされた時、着地寸前に□or△or○or×ボタン。
リング復帰
リングの端を掴んでいるときに、左スティックを回転。

## メインメニュー
死闘
本作のメインモード。キャラクターを3人まで選び、コンピュータのチームと戦う。クリアする度にキャラクターが開放される。
対戦
自由に対戦できるモード。ハンディキャップの設定ができる。
* 1P VS CPU
* 1P VS 2P
特訓
ゲームの操作を練習することができる。
閲覧
ゲーム中に登場する闘士や手に入れた民明書房書物を見ることができる。
民明書房
作中に登場する民明書房を江田島による朗読で聴くことができる。
闘士
ゲーム中に登場する闘士を紹介。江田島のみ自己紹介になる。
音楽
ゲーム中のBGMを聞くことができる。
順位
『死闘』モードのスコアをランキングにて見ることができる。
設定
難易度や制限時間、ボタン操作などの設定の変更ができる。
日誌
プレイしたゲームデータをセーブ・ロードできる。オートセーブの設定もできる

## 闘士
剣桃太郎（声：堀秀行）
必殺技 暹氣虎魂 秘承鶴錘剣扇刃
必殺奥義 無限一刀流心眼剣一乃太刀
超必殺奥義 王虎寺超秘奥義暹氣虎魂
富樫源次（声優：山口健）
必殺技 ドス突撃 ケンカ乱舞殺
必殺奥義 これが富樫源次の男じゃーっ!
超必殺奥義 男富樫源次のケンカ殺法じゃーっ!
J（声：銀河万丈）
必殺技 マッハパンチ F･C･M･P
必殺奥義 F･P･M･P
超必殺奥義 S･H･P
虎丸龍次（声：屋良有作）
必殺技 大放屁 猛虎流二段旋風脚
必殺奥義 虎丸関の土俵入りじゃー!
超必殺奥義 猛虎流奥義大放屁火炎放射
伊達臣人（声：鈴置洋孝）
必殺技 覇極流千峰塵 渦龍回峰嵐
必殺奥義 覇極流千峰塵
超必殺奥義 覇極流奥義渦龍天樓嵐
雷電（声：飯塚昭三）
必殺技 飛翔鶴足回拳 鶴足回拳
必殺奥義 大往生流秘技輪笙蓮華
超必殺奥義 大往生流極奥義槃旒双體
飛燕（声：難波圭一）
必殺技 鶴嘴千本 鳥人拳双掌極煌
必殺奥義 鳥人拳奥義鶴嘴千本三点衝
超必殺奥義 鳥人拳最終奥義鶴嘴紅漿霧
月光（声：堀之紀）
必殺技 纒欬針点 覇月大車輪
必殺奥義 辵家棍法奥義纒狙振弾
超必殺奥義 辵家奥義無明察相翫
以下のキャラクターは「死闘」モードをクリアする、「閲覧」を解放するごとに登場。
赤石剛次（声：森功至）
必殺技 一文字流斬岩剣 一文字流烈風剣
必殺奥義 一文字流微塵剣
超必殺奥義 一文字流斬岩剣
大豪院邪鬼（声：田中秀幸）
必殺技 真空殲風衝 大豪院流旋回脚
必殺奥義 大豪院流奥義風舞殃乱鶴
超必殺奥義 大豪院流真空殲風衝
卍丸（声：千葉繁）
必殺技 烈舞硬殺指 龔髪斧襲尟界
必殺奥義 魍魎拳幻瞑十身剥
超必殺奥義 龔髪斧無限還魍
センクウ（声：村国守平）
必殺技 戮家旋風脚 千条鏤紐拳
必殺奥義 戮家踵刃旋風脚
超必殺奥義 戮家奥義千条獗界陣
羅刹（声：稲田徹）
必殺技 兜指愧破 鞏家奥義千麾兜指愧破
必殺奥義 鞏家極意兜指愧破双指殺
超必殺奥義 鞏家最大奥義兜指愧破土錐龍
影慶（声：小杉十郎太）
必殺技 愾塵流恟透翼 愾塵流犇斧ヌンチャク
必殺奥義 愾慄流死奥義穿凶毒手
超必殺奥義 愾慄流穿凶毒手拳幻睨界
宗嶺厳（声：古川登志夫）
必殺技 翔穹操弾 翔穹操弾三角撃ち
必殺奥義 狼髏館回頭閃骨殺
超必殺奥義 狼髏館秘技・翔穹操弾
聖紆塵（声：大場真人）
必殺技 剛拳撃 剛回転撃
必殺奥義 淤凛葡繻シャイニング･ゴッド･ハンズ
超必殺奥義 淤凛葡繻シャイニング･フレイム
ファラオ（声：島田敏）
必殺技 ダイアモンドヘッド イシュタールの暁星
必殺奥義 見よ、我が奥義を!
超必殺奥義 P･S奥義永劫の輪廻核惺
泊鳳（声：野島健児）
必殺技 掌羝破 梁山泊流超乱舞
必殺奥義 梁山泊奥義吊連掌羝破
超必殺奥義 梁山泊秘奥義體透
藤堂豪毅（声：戸谷公次）
必殺技 暹氣龍魂 高速の居合い
必殺奥義 蒼龍寺千烈拳
超必殺奥義 龍寺超秘奥義暹氣龍魂
江田島平八（声：郷里大輔）
必殺技 生まれもっての石頭 剛拳一発
必殺奥義 わしが男塾塾長江田島平八である!!
超必殺奥義 至極奥義千歩氣功拳
剣獅子丸（声：石川英郎）
必殺技 三連斬撃 雷神剣
必殺奥義 無限一刀流心眼剣一乃太刀
超必殺奥義 漢魂刀超絶剣

## 闘場
男塾校庭
男塾の校庭。一号生が応援する中で闘う。特に仕掛けはなし。
氷盆炎悶閑
驚邏大四凶殺の舞台となった闘場。足場が凍っており滑る。両端は崖になっている。
富士山頂火口天縄闘
驚邏大四凶殺の舞台となった闘場。両端の炎に当たるとダメージを受ける。
男塾三号生居棟天動宮
男塾三号生の拠点。画面中央に巨大な邪鬼が座っており、時折蹴りによりダメージを受ける。戦闘キャラクターに邪鬼がいると、巨大な邪鬼はいなくなる。
天雷響針闘
大威シン八連制覇の舞台となった闘場。雷が落ちるたび、地面から槍が飛び出しダメージを受ける。
梁山泊瀧の闘場
天挑五輪大武會の舞台となった闘場。仕掛けはないが、両端は崖になっている。
天挑五輪大武會決勝闘場
天挑五輪大武會決勝の舞台となった闘場。仕掛けはなし。